# Вук Кнежевић
Вук Кнежевић (Рудaнци, код Жабљака, 15. септембар 1908 – Пљевља, 1. децембар 1941) био је учесник Народноослободилачке борбе и народни херој Југославије.

## Биографија
Родио се у селу Рудaнци, код Жабљака, 15. септембар 1908. године. Гимназију је завршио у Пљевљима, а упис на Правни факултет Универзитета у Београду пада у школској 1929/30 када је била заведена Шестојануарска диктатура. Он је био међу студентима који су показивали да се не мире са диктатуром. Истакао се током демонстрација у новембру и децембру 1931. године Током 1932. године био је укључен у прву марксистичку групу коју су основали студенти. Током демонстрација 1. марта 1933. године због високих цена школарина, одржао је говор са балкона нове зграде Универзитета због чега је суспендован из управе Студентског правничког друштва и протеран са Београдског универзитета на годину дана. Због тога прелази на Загребачко свеучилиште, где је дипломирао 1937. године. У свом селу је формирао 1938. године прву партијску ћелију. Био је члан Универзитетског комитета Партије која је у то време имала статус рејонског комитета у оквиру партијске организације Загреба. Током првомајских демонстрација које су одржане у Загребу 1937. године је ухапшен, али је убрзо и пуштен.
У Београд прелази 1938. године и ради као адвокатски приправник волонтер у канцеларији др Сава Стругара са Ђуром Стругаром истакнутим руководиоцем београдске партијске организације. У јесен 1939. године добио је први плаћени посао као професионални секретар општинских радника у Београду. У пролеће 1940. године је био ухапшен и протеран у своје родно место где је остао до јесени исте године. У октобру 1940. године је прешао у Скопље где је била запослена његова супруга др Ирина Коваљко, која је такође била укључена у партијски рад од 1935. године. Запослио се хонорарно у Аграрно повереништво. Ту је одмах укључен у рад партијске организације. Радећи као инструктор ПК КПЈ за Македонију упућен је на једномесечни партијски курс у Дубраву крај Загреба, који је одржан за поједине чланове националних и покрајинских партијских руководства.
Након окупације земље вратио се у свој родни крај и одмах је изабран за члана Месног комитета Партије за шавнички срез. Руководио је нападом на италијанску посаду у Жабљаку. Приликом формирања јединица за напад на Пљевља, постао је заменик комесара батаљона и налазио се на челу треће чете која је имала задатак да се ноћу пробије у центар града и да изнутра нападне главно артиљеријско упориште на брду Стражица. У тој мисији погинуо је Вук Кнежевић.
Указом Председништва Антифашистичког већа народног ослобођења Југославије (АВНОЈ) 11. јула 1945. постхумно је одликован Орденом заслуга за народ првог реда. Указом Президијума Народне скупштине ФНР Југославије, 5. јула 1951. године, проглашен је за народног хероја.